# Scribonia de lusitanis
Scribonia de lusitanis va ser una antiga llei romana establerta l'any 49 aC quan eren cònsols Luci Emili Paule i Gai Claudi Marcel a proposta del tribú de la plebs Luci Escriboni. Establia alguns avantatges pel poble dels lusitans, que havia patit molt després de les seves revoltes, però ara estava sotmès.